# Phenice bivittata
Phenice bivittata är en insektsart som beskrevs av Charles Coquerel 1859. Phenice bivittata ingår i släktet Phenice och familjen Derbidae. Inga underarter finns listade i Catalogue of Life.